# Петрова кућа
Петрова Кућа је аутентично реконструисана кућа шумадијског стила. Налази се на Опленцу, у Тополи и представља део комплекса Задужбине краља Петра I. Задужбина је основана тестаментом краља Петра I Карађорђевића, написаног у Крагујевцу 18. новембра 1914. године.
У оквиру комплекса задужбине, осим Петрове куће, налазе се: црква Св. Ђорђа — маузолеј српске краљевске породице, краљеви виногради, Виноградарева кућа, музеј „Краљев подрум”, Карађорђев конак, Карађорђева касарна.
Законом из 1979. године, црква на Опленцу заједно са Карађорђевом Тополом проглашена је спомеником културе од изузетног значаја. Задужбину годишње посети између 80 и 100 хиљада туриста.

## Историја
Када су започели радови на изградњи цркве Св. Ђорђа, западно од ње је сазидана црквена кућа, планирана за пароха цркве. Грађена је од 1910—1912, по пројекту архитекте Косте Ј. Јовановића, који је пројектовао и цркву. Кућа је имала шест просторија, а испод је урађен подрум за привремени смештај алата и грађевинског материјала. И ако је у првом тренутку била намењена за становање градитеља цркве, у њу се, међутим, први уселио краљ Петар I, са својом послугом, како би надгледао радове на цркви. Он је ту имао и свој радни кабинет, а у лепо опремљеном салону примао је госте. Из тог разлога је прозвана „Петрова кућа”. Краљ је волео да борави у овој кући и уживао је у лепом погледу, који се одатле пружа на задужбину и цео крај.
Краљ је боравећи у овој кући вредно бележио оно што је рађено, па су његове белешке из дневника постале веома драгоцен документ о радовима на Опленцу, али такође и о животу у Тополи у то време. У ову кућу, током 1914. и 1915, навраћао је и регент Александар I из Крагујевца, где је у то време био смештен главни штаб и подносио извештаје и планове о војним операцијама. Краљ је становао у овој кући све до јесени 1915, када је отпочело повлачење преко Албаније до Солуна.
После смрти краља Петра 1921. године, у тај објекат уселила се дирекција задужбинског имања. Од 1935. кућа је служила као краљевски музеј венаца, поклона и реликвија, збирка која се током годинама увећавала. Ту су били изложени многобројни венци положени на одар краља Петра I, као и краља Александра I, после атентата 1934. Неки од ових венаца израђени су од чистог злата, сребра, бронзе и других вредних материјала.
До почетка Другог светског рата, цела задужбина је постојала као засебна институција, која се сама финансирала. Простирала се на 142 хектара, са двадесетак објеката на том простору и потпуно формираном економијом, која је остваривала приходе за постојање и финансирање објеката подигнутих у непрофитабилне сврхе. После 1947. кућа је била затворена за јавност, њена имовина конфискована, рад Задужбине се угасио, а цела имовина је распарчана. Многи вредни предмети тада су однети, док је цео комплекс био препуштен пропадању.

## Петрова кућа данас
Након више деценија започето је обнављање Задужбине краља Петра I на Опленцу 1993. године, у складу са свим важећим законима и актима. На њеном челу се налази Управни одбор, чијег председника именује старешина Краљевског дома. Основна делатност задужбине је њена музеолошка делатност и презентација споменичког наслеђа. Петрова кућа служи као музеј-галерија, са тематском поставком везаном за династију Карађорђевић или презентацију разних културних дешавања у оквиру комплекса. У њој су смештене и канцеларије Задужбине.
У кући се налази изложен низ докумената, уникатних, као и личних предмета чланова краљевске породице од вредности. Између осталих експоната, изложени су:
- портрети чланова породице Карађорђевић, старе фотографије и уметничке слике, чији су аутори веома познати сликари, као нпр. Паја Јовановић или Урош Предић,
- венчани прстен краља Александра и Марије Карађорђевић са грбовима две краљевске куће
- „Тајна вечера”, икона израђена у седефу
- сабља димискија, направљена у Бечу, од сребра и злата. На корицама сабље уписане су значајније битке у којима је краљ Александар учествовао, балчак (дршка) је од злата са иницијалима престолонаследника са круном и 42 брилијанта
- сабља, поклон од Козака
- ратни дневник краља Петра I из Првог светског рата
- војна бележница Александра I из Првог светског рата
- мозаик израђен од чистог злата и сребра, поклон југословенске дијаспоре у Француској
- поклони руских владара
- сребрни есцајг и тањири из Петровог дворца, некадашњег летњиковца код Хан Пијеска,
- ђозлуци по којима је краљ Александар I био познат
- Златни рам са фотографијом Краљице Марије са синовима Томиславом и Андрејом, рад познате јувелирнице Карла Фабержеа[13]
- Маршалска палица (ознака достојанства маршала румунске војске) Тај чин је румунски краљ доделио краљу Александру приликом његове званичне веридбе.[13]

као и низ других црквених и личних реликвија краљевске породице, што представља само део предмета, који су у међувремену пронађени и изложени.
Дирекција задужбине наставља и даље са неуморном потрагом у настојању да поврати и изложи у музеју предмете, који припадају краљевској породици, јер се верује да је само део уништен, док се остатак налази у рукама разних колекционара, установа и у неким другим музејима.

## Тајна вечера и Сандук број 23
Тајна вечера је уметнички рад, непроцењиве вредности величине 73,5 са 67,5 центиметара израђен у седефу, ручни рад приватне радионице „Салса” из источног Витлејема, из града Беит Сахур. На средини доњег дела оквира налази се натпис „Jerusalem”. Због библијског мотива рад је назван иконом. Патријарх Јерусалимске цркве, од 1897. до 1931, Дамјан, је 1924. године, поклонио две овакве иконе, једну принцу Александру, а другу мању је наменио Српској патријаршији. Ова прва је затим предата Задужбини на чување, заједно са другим вредним предметима.
После атентата на краља 9. октобра 1934. године у Марсеју, Херман Геринг (1883—1946), у својству личног изасланика Адолфа Хитлера и у име Рајха присуствовао је сахрани на Опленцу. Према речима управника Задужбине, на венцу који је Геринг ставио на одар краља Александра писало је: „Нашем великом непријатељу, Немачки рајх”. Приликом те посете, Геринг је био фасциниран „Тајном Вечером”.
Касније, након капитулације Краљевине Југославије, 17 сандука драгоцености краљевске породице, у општем ратном метежу, пренето је на Опленац. На Опленцу се већ 3. маја 1941. нашао Франц Нојхаузена (Franz Neuhausen), као Герингов човек од поверења, боравећи већ неколико година у Београду, у пратњи стручњака за процену уметничких вредности и архивске грађе, извршио је попис ових сандука. Захваљујући Нојхаузену и његовој доброј организацији, „Тајна вечера” је доспела до Геринговог дворца у Берлину, да би тамо употпунила његову енормно вредну колекционарску збирку насталу у годинама муњевите пљачке драгоцености и уметнина из окупираних земаља Европе.
Од пописаних сандука на Опленцу, садржај њих 16, који се односио на златно и сребрно посуђе, био је враћен у Бели двор, док је Нојхаузен одлучио да задржи онај, који је био означен бројем 23, са највреднијим садржајем. Тако се дотични сандук, са вредним стварима, једно време налазио у Народној скупштини, у којој је била смештена окупациона цивилна управа за Србију, да би касније био предат Трезору Народне банке на чување.
Повраћај „Тајне вечере” извршен је уз много напора и перипетија, преко тадашњег међународног суда правде 1947. године. Пресудну улогу у томе одиграли су Антон Топић Мимара, Титов повереник за повраћај уметнина, такође велики колекционар, као и Слободан Крстић, један од функционера Озне, родом из Јерменоваца. Према незваничним подацима, Тито је такође био заинтересован за ову опленачку икону, али захваљујући инсистирању Александра Раковића, икона је ипак успела да остане на Опленцу, што му Тито, кажу, никада није заборавио.
Сандук број 23 остао је тајна све до почетка деведесетих година прошлог века, када је поново основана Задужбина Краља Петра I. Према неким изворима, зна се да је по завршетку Другог светског рата, део предмета, од уметничке вредности, распоређен у два сандука, означених бројевима 81 и 90 и предат Народном музеју Србије, без икаквог пописа, ни документације. Један део предатих ствари био је изложен 1991. године у музеју, под тематским називом „Тражили сте — гледајте”.
Музеј Задужбине краља Петра I на Опленцу, од Народног музеја је преузео садржај ових сандука и 6. јунa 2003. године отворио изложбу у Петровој кући, под називом „Тајна сандука бр. 23”, а изложени су:
- предмети краљице Марије: једна златна дијадема[з], са њеним праменом косе, златан рам, рад познате јувелирнице Карла Фабержеа са фотографијом краљице са синовима Томиславом и Андрејом, кутија за накит са златним монограмом, сребрна кутија са амајлијом, бројне агенде
- предмети краља Александра: маршалска палица, сабља, кожна акт-ташна
- породични фото албуми, краљичина кореспонденција, документација и преписка и друго

што представља само део оригиналног садржаја сандука бр. 23, док је судбина осталих ствари, за јавност и даље обавијена велом тајне.